# Wojciech Nowiński
Wojciech Nowiński (ur. 11 grudnia 1948 w Warszawie, zm. 12 czerwca 2019 w Gdyni) – polski piłkarz ręczny, trener piłki ręcznej, komentator sportowy.

## Kariera

### Kariera zawodnicza
Od 1962 był zawodnikiem Warszawianki, występował na pozycji bramkarza. W 1964 wywalczył mistrzostwo Polski juniorów. Od 1966 był zawodnikiem AZS AWF Warszawa. W 1970 ukończył studia w Akademii Wychowania Fizycznego w Warszawie. Od tego samego roku był zawodnikiem Anilany Łódź. Z łódzkim zespołem zdobył wicemistrzostwo Polski w 1977 oraz pięć brązowych medali mistrzostw Polski (1971, 1972, 1974, 1975, 1978), a także dwukrotnie Puchar Polski (1973, 1977). Od 1978 był także członkiem zespołu szkoleniowego Anilany. W latach 1980 występował we francuskiej drużynie AC Boulogne Billancourt, w latach 1980–1983 w HB Anzin Valenciennes.
W reprezentacji Polski seniorów wystąpił w latach 1968–1970 osiem razy, zagrał też w Akademickich Mistrzostwach Świata w 1971 (6. miejsce).

### Kariera trenerska i zawodowa
W latach 1983–1989 był trenerem AC Boulogne Billancourt, w latach 1989–1995 Jeanne d’Arc de Villemomble (JADV). W 1995 powrócił do Polski, był drugim trenerem reprezentacji Polski w piłce ręcznej (w latach 1996–1998 przy Jacku Zglinickim), w latach 1998–2001 przy Zygfrydzie Kuchcie, w latach 2002–2004 przy Bogdanie Zajączkowskim, w tym charakterze uczestniczył w mistrzostwach świata w 2003 i mistrzostwach Europy w 2002 i 2004. Okazjonalnie prowadził także reprezentację Polski jako I trener (w ośmiu spotkaniach).
Odnosił sukcesy z młodzieżową reprezentacją Polski, którą prowadził w latach 1996–1997 i 2002-2004. W 1997 roku zdobył z nią czwarte miejsce na mistrzostwach świata, w 2002 młodzieżowe mistrzostwo Europy, w 2003 siódme miejsce na młodzieżowych mistrzostwach świata. W latach 2000–2001 prowadziła zespół Al Ain ze Zjednoczonych Emiratów Arabskich, w latach 2004–2007 był trenerem AZS AWFiS Gdańsk, w latach 2007–2009 trenerem reprezentacji Polski juniorów.
Od 1995 pełnił funkcję wykładowcy w Akademii Wychowania Fizycznego w Gdańsku.
Od 2009 komentował zawody w piłce ręcznej w TVP Sport i telewizji Polsat.
W październiku 2018 roku odznaczony przez prezydenta Andrzeja Dudę Złotym Krzyżem Zasługi za wybitny wkład w upowszechnianie sportu. Otrzymał także Złotą (1996) i Diamentową (2012) Odznakę ZPRP, a pośmiertnie Odznakę Diamentową z Wieńcem za Zasługi dla Piłki Ręcznej.
W ostatnich latach mieszkał w Gdańsku-Oliwie.